# Nathan Ordaz
Nathan Rafael Ordaz (Van Nuys, 12 gennaio 2004) è un calciatore salvadoregno, attaccante del Los Angeles FC.

## Carriera

### Club
Dopo gli inizi nel Real SoCal, Ordaz è entrato a far parte del settore giovanile del Los Angeles FC nel 2018. Nel 2022 ha firmato un contratto professionistico con il club ed è stato assegnato al Las Vegas Lights, la squadra affiliata in USL Championship.
Nel 2023 è stato confermato in prima squadra ed ha debuttato il 10 maggio nell'incontro di U.S. Open Cup vinto ai rigori contro il Monterey Bay. Una settimana più tardi ha debuttato anche in MLS contro lo Sporting K.C..
Ha segnato la sua prima rete il 3 agosto nell'incontro di Leagues Cup vinto 7-1 contro il Juárez.

### Nazionale
Gia membro della nazionale salvadoregna Under-20, nel maggio del 2022 ha annunciato la sua decisione di voler giocare per il Messico.

## Statistiche

### Presenze e reti nei club
Statistiche aggiornate al 14 maggio 2025.
| Stagione              | Squadra               | Campionato            | Campionato | Campionato | Coppe nazionali | Coppe nazionali | Coppe nazionali | Coppe continentali | Coppe continentali | Coppe continentali | Altre coppe | Altre coppe | Altre coppe | Totale | Totale | Totale |
| Stagione              | Squadra               | Comp                  | Pres       | Reti       | Comp            | Pres            | Reti            | Comp               | Pres               | Reti               | Comp        | Pres        | Reti        | Pres   | Reti   |        |
| --------------------- | --------------------- | --------------------- | ---------- | ---------- | --------------- | --------------- | --------------- | ------------------ | ------------------ | ------------------ | ----------- | ----------- | ----------- | ------ | ------ | ------ |
| 2022                  | Las Vegas Lights      | USL                   | 17         | 0          |                 | -               | -               |                    | -                  | -                  |             | -           | -           | 17     | 0      |        |
| 2023                  | Los Angeles FC 2      | MNP                   | 10         | 2          |                 | -               | -               |                    | -                  | -                  |             | -           | -           | 10     | 2      |        |
| 2024                  | Los Angeles FC 2      | MNP                   | 2          | 1          |                 | -               | -               |                    | -                  | -                  |             | -           | -           | 2      | 1      |        |
| 2023                  | Los Angeles FC        | MLS                   | 17+2       | 0          | USOC            | 2               | 0               | CCC                | 0                  | 0                  | LC+CC       | 3+0         | 2+0         | 24     | 2      |        |
| 2024                  | Los Angeles FC        | MLS                   | 17         | 1          | USOC            | 3               | 0               |                    | -                  | -                  | LC          | 2           | 0           | 22     | 1      |        |
| 2025                  | Los Angeles FC        | MLS                   | 15         | 3          | -               | -               | -               | CCC                | 5                  | 2                  | LC+CmC      | 0+1         | 0+0         | 21     | 5      |        |
| Totale Los Angeles FC | Totale Los Angeles FC | Totale Los Angeles FC | 49+2       | 4          |                 | 5               | 0               |                    | 5                  | 2                  |             | 6           | 2           | 67     | 8      |        |
| Totale carriera       | Totale carriera       | Totale carriera       | 80         | 7          |                 | 5               | 0               |                    | 5                  | 2                  |             | 6           | 2           | 96     | 11     |        |

### Cronologia presenze e reti in nazionale
| Cronologia completa delle presenze e delle reti in nazionale ― El Salvador | Cronologia completa delle presenze e delle reti in nazionale ― El Salvador | Cronologia completa delle presenze e delle reti in nazionale ― El Salvador | Cronologia completa delle presenze e delle reti in nazionale ― El Salvador | Cronologia completa delle presenze e delle reti in nazionale ― El Salvador | Cronologia completa delle presenze e delle reti in nazionale ― El Salvador | Cronologia completa delle presenze e delle reti in nazionale ― El Salvador | Cronologia completa delle presenze e delle reti in nazionale ― El Salvador |
| Data                                                                       | Città                                                                      | In casa                                                                    | Risultato                                                                  | Ospiti                                                                     | Competizione                                                               | Reti                                                                       | Note                                                                       |
| -------------------------------------------------------------------------- | -------------------------------------------------------------------------- | -------------------------------------------------------------------------- | -------------------------------------------------------------------------- | -------------------------------------------------------------------------- | -------------------------------------------------------------------------- | -------------------------------------------------------------------------- | -------------------------------------------------------------------------- |
| 20-3-2024                                                                  | Washington                                                                 | El Salvador                                                                | 1 – 1                                                                      | Bonaire                                                                    | Amichevole                                                                 | -                                                                          | 46’                                                                        |
| 14-11-2024                                                                 | San Salvador                                                               | El Salvador                                                                | 1 – 0                                                                      | Bonaire                                                                    | CONCACAF Nations League 2024-2025 - 1º turno                               | -                                                                          | 80’                                                                        |
| 17-11-2024                                                                 | San Salvador                                                               | El Salvador                                                                | 1 – 0                                                                      | Montserrat                                                                 | CONCACAF Nations League 2024-2025 - 1º turno                               | -                                                                          | 68’                                                                        |
| 6-6-2025                                                                   | The Valley                                                                 | Anguilla                                                                   | 0 – 3                                                                      | El Salvador                                                                | Qual. Mondiali 2026                                                        | -                                                                          | 75’                                                                        |
| 10-6-2025                                                                  | San Salvador                                                               | El Salvador                                                                | 1 – 1                                                                      | Suriname                                                                   | Qual. Mondiali 2026                                                        | -                                                                          | 87’                                                                        |
| Totale                                                                     |                                                                            | Presenze                                                                   | 5                                                                          |                                                                            | Reti                                                                       | 0                                                                          |                                                                            |

## Palmarès
- Lamar Hunt U.S. Open Cup: 1

Los Angeles FC: 2024